# Santa Bárbara (Francisco del Carmen Carvajal)
Pour les articles homonymes, voir Santa Barbara.
Santa Bárbara est l'une des deux divisions territoriales et statistiques dont l'unique paroisse civile de la municipalité de Francisco del Carmen Carvajal dans l'État d'Anzoátegui au Venezuela. Sa capitale est Santa Bárbara.

## Géographie

### Relief
Le territoire est dominé par les des collines où culminent les cerros Guacamayal, Orituco, Oscurote et Uveral.

### Hydrographie
Au centre du territoire, au bord de la voie R-31 dite Via a Santa Bárbara se trouve un lac dont les plus grandes dimensions atteignent 1,5 kilomètre x 0,850 kilomètre.

### Démographie
Hormis sa capitale Santa Bárbara, la paroisse civile possède plusieurs localités dont :
- La Caridad
- La Matera
- Santa Bárbara